# 야마토역 (이바라키현)
야마토역(일본어: 大和駅)은 일본 이바라키현 사쿠라가와시에 위치한 동일본 여객철도 미토선의 철도역이다. 동일본 여객철도 미토선의 철도역이다. 단선 승강장 1면 1선의 구조를 갖춘 지상역이다.

## 역 주변
- 국도 제50호선

## 역사
- 1988년 6월 20일 : 개업.
- 2001년 11월 18일 : IC 카드 Suica 공용 개시.
- 2009년 3월 14일 : 발차 멜로디 도입.

## 인접 역
| ■ 미토선           | ■ 미토선 | ■ 미토선                  |
| ------------------ | -------- | ------------------------- |
| 니하리 오야마 방면 | ■ 미토선 | 이와세 도모베 · 미토 방면 |